# Peponidium parvifolium
Peponidium parvifolium är en måreväxtart som beskrevs av Arenes. Peponidium parvifolium ingår i släktet Peponidium och familjen måreväxter. Inga underarter finns listade i Catalogue of Life.